# Lamet
Pour les articles homonymes, voir Lamet (homonymie).
Le lamet (autonyme, χəmɛːt) est une langue môn-khmer parlée par environ 10 000 Lamet au Nord du Laos, près de la frontière chinoise. Une centaine de locuteurs résident en Thaïlande. Quelques Lamet laotiens sont réfugiés en France et aux États-Unis. Les Lamets (en) sont proches culturellement des Khmus .

## Classification interne
Le lamet est classé parmi les langues palaungiques, dans le sous-groupe oriental de cette branche des langues môn-khmer.

## Phonologie
Les tableaux présentent les phonèmes vocaliques et consonantiques d'une variété de lamet du Laos.

### Voyelles
|         | Antérieure    | Centrale      | Postérieure                 |
| ------- | ------------- | ------------- | --------------------------- |
| Fermée  | i [ɪ] iː [ɪː] | ɨ [ɨ] ɨː [ɨː] | u [u] uː [uː] ʊ [ʊ] ʊː [ʊː] |
| Moyenne | e [e] eː [eː] | ə [ə] əː [əː] | o [o] oː [oː]               |
| Ouverte | ɛ [ɛ] ɛː [ɛː] | a [a] aː [aː] | ɔ [ɔ] ɔː [ɔː]               |

### Consonnes
|               |               | Bilabiales | Alvéolaires | Alvéolaires | Alvéolaires | Vélaires | Glottales |
| ------------- | ------------- | ---------- | ----------- | ----------- | ----------- | -------- | --------- |
| Centrales     | Latérales     | Bilabiales | Palatales   |             |             | Vélaires | Glottales |
| Occlusives    | Sourdes       | p [p]      | t [t]       |             |             | k [k]    | ʔ [ʔ]     |
| Occlusives    | Sourdes asp.  | ph [pʰ]    | th [tʰ]     |             |             | kh [kʰ]  |           |
| Occlusives    | implosives    | b [ɓ]      | d [ɗ]       |             |             |          |           |
| Affriquées    | Sourdes       |            |             |             | c [t͡ʃ]      |          |           |
| Affriquées    | Sourdes asp.  |            |             |             | ch [t͡ʃʰ]    |          |           |
| Fricatives    | Fricatives    |            | s [s]       |             |             |          | h [h]     |
| Nasales       | Nasales       | m [m]      | n [n]       |             | ɲ [ɲ]       | ŋ [ŋ]    |           |
| Liquides      | Liquides      |            |             | l [l]       |             | r [χ]    |           |
| Semi-voyelles | Semi-voyelles | w [w]      |             |             | j [j]       |          |           |

### Une langue tonale
Le lamet a plusieurs dialectes avec des différences significatives. L'une d'elles est le fait que certaines variétés distinguent des registres de voyelles tandis que d'autres possèdent des tons. La variété étudiée ici a deux tons, un ton haut et un ton bas. Exemples:
- kál -mesurer ; kàl - être aveugle
- kɛ́ɲ - dent ; kɛ̀ɲ - rangée de plantes dans une ferme
- cóːn - voleur ; còːn - un type de panier porté sur le dos

## Sources
- (en) Lynn C. Conver, « A sketch of the phonology of a Lamet dialect », Mon-Khmer Studies, no 29,‎ 1999, p. 35-56